# Volby do Evropského parlamentu v Nizozemsku 2009
Volby do Evropského parlamentu v Nizozemsku proběhly ve čtvrtek 4. června 2009. Z voleb vzešlo celkem 25 nizozemských zástupců v Evropském parlamentu s mandátem do roku 2014. Pro rozdělení mandátů byla použita D'Hondtova metoda.

## Výsledky voleb
| Strana                                                                                    | Frakce v EP  | Hlasy   | v %    | Mandáty | +/- |
| ----------------------------------------------------------------------------------------- | ------------ | ------- | ------ | ------- | --- |
| Křesťanská demokratická výzva, Christen Democratisch Appèl                                | EPP          | 897 691 | 20,0   | 5       | -2  |
| Strana pro svobodu, Partij voor de Vrijheid                                               |              | 769 125 | 16,9   | 4       | +4  |
| Strana práce, Partij van de Arbeid                                                        | PES          | 547 833 | 12,2   | 3       | -4  |
| Lidová strana pro svobodu a demokracii, Volkspartij voor Vrijheid en Democratie           | ALDE         | 515 530 | 11,3   | 3       | -1  |
| Demokraté 66, Democraten 66                                                               | ALDE         | 512 286 | 11,3   | 3       | +2  |
| Zelená levice, GroenLinks                                                                 | EG-EFA       | 400 251 | 8,9    | 3       | +1  |
| Socialistická strana, Socialistische Partij                                               | EUL-NGL      | 322 149 | 7,1    | 2       | 0   |
| Křesťanská unie, ChristenUnie Reformní politická strana, Staatkundig Gereformeerde Partij | IND/DEM      | 310 103 | 6,9    | 2       | 0   |
| Newropeans                                                                                | -            | 19,840  | 0,44   | 0       | 0   |
| Solidara                                                                                  | -            | 7,533   | 0,17   | 0       | 0   |
| Strana pro zvířata, Partij voor de Dieren                                                 | -            | 157,735 | 3,46   | 0       | 0   |
| Europa Voordelig! & Duurzaam                                                              | -            | 4,431   | 0,10   | 0       | 0   |
| Europese Klokkenluidersparti                                                              | -            | 21,448  | 0,47   | 0       | 0   |
| Zelení, De Groenen                                                                        | Zelení - EFA | 8,517   | 0,19   | 0       | 0   |
| Liberální demokratická strana, Liberaal Democratische Partij                              | -            | 10,757  | 0,24   | 0       | 0   |
| Strana evropské politiky, Partij voor Europese Politiek                                   | -            | 2,427   | 0,05   | 0       | 0   |
| Libertas Nizozemsko, Libertas Nederland                                                   | EFD          | 14,612  | 0,32   | 0       | 0   |
| Celkem                                                                                    | /            |         | 100,00 | 25      | -2  |